# Philip Fleming
Philip Fleming (født 15. august 1889, død 13. oktober 1971) var en britisk roer som deltog i OL 1912 i Stockholm.
Fleming blev olympisk mester i roning under OL 1912 i Stockholm. Han vandt i otter sammen med  Edgar Burgess, Sidney Swann, Leslie Wormwald, Ewart Horsfall, James Angus Gillan, Arthur Garton, Alister Kirby og Henry Wells (styrmand). Mandskabet repræsenterede Leander Club.